# Nike, Inc.
 (транскр.  Најки или Најк) америчко је предузеће са седиштем у близини Бивертона. Један је од водећих америчких произвођача спортске опреме.
Ова компанија је до 2008. године запослила преко 30.000 људи широм света. „Најки” је спонзор многих високо рангираних спортиста и спортских тимова широм света, са свуда препознатљивом слоганом (енг) „Just do it”. Данашњи конкуренти су немачки „Адидас” и „Пума”.
Лого фирме (Свуш), је један од најпознатијих логоа на свету.

## Историја
Фирму су 1964. основали Бил Боуерман (био је спортски тренер Универзитета у Орегону) и Филип Најт. У првој години пословања фирме, њен промет је износио свега 8.000 америчких долара. Лого фирме — Свуш (енгл. Swoosh) нацртала је студент графичког дизајна Каролин Дејвидсон, и то за хонорар од свега 35 долара. Назив „Најки” је фирми дат по грчкој богињи тријумфа и победе — Ники, а први пут је објављен 1972. Продају својих патика и спортске опреме на европско тржиште „Најки” је проширио шест година касније.

## Производња и пласман
Најки има више од 700 радњи широм света, и представништва у 45 држава изван САД. Већина фабрика је у Азији, укључујући Индонезију, Кину, Тајван, Вијетнам, Пакистан, Филипине и Малезију. Најки су били међу првим фирмама које су користиле јефтину, често и дечју, радну снагу, због чега су биле више пута оптуживане.

## Спонзорисање
Најки је спонзорисао велики број атлетичара, и професионалних спортиста, фокусирајући пажњу на своје производе, али је такође помогао и многим непознатим спортистима да доживе својим 5 минута славе. Наравно све је то у функцији рекламе.
Најки су познате по томе што су међу првима спонзорисале спортисте који су познати по скандалима и неспортском понашању јер су били у центру збивања.

### Фудбалски клубови из Европе
- ФК Барселона
- ФК Атлетико Мадрид
- ФК Манчестер Сити
- ФК Челси[5]
- ФК Интер Милано
- ФК Јувентус
- ФК Аталанта
- ФК Рома
- ФК Париз Сен Жермен
- ФК ПСВ Ајндховен
- ФК Спарта Праг
- ФК Селтик
- ФК Базел
- ФК Цирих
- ФК Стеауа Букурешт
- ФК Спартак Москва
- ФК Фрајбург
- НК Олимпија

## Европске репрезентације
- Естонија
- Холандија
- Португал
- Словенија

Многи спортисти су рекламирали ову марку:
- Роналдо
- Роналдињо
- Дејан Станковић
- Франческо Тоти
- Кристијано Роналдо
- Роџер Федерер
- Андрес Инијеста
- Тајгер Вудс
- Леброн Џејмс
- Лука Модрић
- Андреј Кириленко
- Коби Брајант
- Мајкл Џордан
- Роберто Фирмино
- Филипе Котињо
- Тибо Куртоа
- Еден Хазард
- Давид Луиз
- Тијаго Силва
- Серхио Рамос
- Рафаел Варан
- Јан Облак
- Алваро Мората
- Пепе
- Хавијер Маскерано
- Жерард Пике
- Нејмар
- Маркус Рашфорд